# Communauté de communes du Volvestre ariégeois
Pour les articles homonymes, voir Communauté de communes du Volvestre.
La communauté de communes du Volvestre ariégeois est une ancienne communauté de communes française, située dans le département de l'Ariège et la région Occitanie. Créée en 1996, elle a fusionné au 1er janvier 2017 avec les intercommunalités de l'Agglomération de Saint-Girons, du Bas Couserans, du Canton de Massat, du Canton d'Oust, du Castillonais, du Seronnais 117 et de Val'Couserans pour former la Communauté de communes Couserans - Pyrénées.

## Composition
À sa disparition, la communauté de communes regroupait 11 communes :
| Nom                            | Code Insee | Gentilé      | Superficie (km2) | Population (dernière pop. légale) | Densité (hab./km2) |
| ------------------------------ | ---------- | ------------ | ---------------- | --------------------------------- | ------------------ |
| Sainte-Croix-Volvestre (siège) | 09257      | Cruxéens     | 19,66            | 636 (2014)                        | 32                 |
| Bagert                         | 09033      | Bagertois    | 3,28             | 41 (2014)                         | 13                 |
| Barjac                         | 09037      | Barjacois    | 2,78             | 40 (2014)                         | 14                 |
| Bédeille                       | 09046      | Bédeillais   | 9,46             | 75 (2014)                         | 7,9                |
| Cérizols                       | 09094      | Cerizoliens  | 14,34            | 150 (2014)                        | 10                 |
| Contrazy                       | 09098      | Contrasiens  | 8,27             | 74 (2014)                         | 8,9                |
| Fabas                          | 09120      | Fabasiens    | 23,04            | 347 (2014)                        | 15                 |
| Lasserre                       | 09158      | Lasserrois   | 8,47             | 234 (2014)                        | 28                 |
| Mauvezin-de-Sainte-Croix       | 09184      | Mauveziniens | 5,20             | 38 (2014)                         | 7,3                |
| Mérigon                        | 09190      | Mérigonois   | 6,33             | 115 (2014)                        | 18                 |
| Tourtouse                      | 09313      | Tourtousains | 11,87            | 142 (2014)                        | 12                 |

## Compétences
- - Obligatoires

- Développement économique
- Aménagement de l’espace

- - Optionnelles

- Protection et mise en valeur de l’environnement
- Logement et cadre de vie
- Voirie
- Aide sociale
- Contingent incendie
- Périscolaire
- Transport A la Demande
- Pays du Couserans

## Histoire
- Structure antérieure: SIVOM
- Date de création: 30/12/1996

## Sources
- volvestre ariègeois
- portail des communes de l'Ariège
- le splaf
- la base aspic